# 五島君子
五島 君子（ごしま きみこ、旧姓・小林、1949年4月23日 - ）は、日本の学校心理士。東海中央病院子育て・相談センタースーパーバイザー。岐阜県大垣市出身。血液型O型。三人姉妹の次女。
1972年、日本福祉大学卒業。養護学校勤務の後、公立小学校の難聴学級と言語学級、通級指導教室（言語）で23年間、親子通級指導を行う。2006年、第38回中日教育賞受賞。

## 著書
- ことばを育む親子通級 「こんなお母さんが子どもを伸ばす」六か条（2003年、学苑社、ISBN 4-7614-0301-2）